# Архиепархия Багдада (армяно-католическая)
Архиепархия Багдада Армянской Католической церкви (арм. Հայ Կաթոլիկ եկեղեցու Բաղդադի թեմ, лат. Archieparchia Babylonensis Armenorum) — архиепархия Армянской католической церкви с центром в городе Багдад, Ирак. Архиепархия Багдада входит в церковную провинцию Патриархата Киликии Армянской и распространяет свою деятельность на всю территории современного Ирака. Численность верующих архиепархии Багдада Армянской католической церкви составляет 2 тысячи человек.

## История
До 1954 года на территории Ирака действовал Патриарший викариат, который 29 июня 1954 года был преобразован буллой «Ex quo tempore» Римского папы Пия XII в архиепархию Багдада.
В 2006 году Римский папа Бенедикт XVI дал своё согласие на проведение Архиерейского Синода Армянской католической церкви, который состоялся в Ливане с 4 по 13 сентября 2006 года. На этом Синоде ординарием архиепархии Багдада был избран священник Эммануэль Даббаджян, который проживал в Тбилиси (Грузия). Эммануэль Даббаджян был настоятелем армянского католического прихода в Тбилиси и ректором семинарии (с 23 августа 2003 года). В это же время Эммануэль Даббаджян отвечал за армянских католиков в Грузии. 13 сентября 2006 года Синод Армянской католической церкви выбрал Эммануэля Даббаджяна на кафедру багдадской архиепархии. 4 августа 2007 года он был рукоположён в епископа.

## Ординарии архиепархии
- архиепископ Нерсес Тайроян (29.06.1954 — 1.10.1972);
- архиепископ Ованес Каспарян (6.12.1972 — 5.08.1982) — выбран Патриархом Киликии Армянской;
- архиепископ Пауль Кусса (27.06.1983 — 13.10.2001);
- архиепископ Эммануэль Даббаджян (13.09.2006 — 9.10.2017).

## Источник
- Annuario Pontificio, Libreria Editrice Vaticana, Città del Vaticano, 2003, стр. 916, ISBN 88-209-7422-3
- Булла Ex quo tempore, AAS 46 (1954), стр. 753 Архивная копия от 3 сентября 2013 на Wayback Machine  (лат.)